# Hampshire County (West Virginia)
Hampshire County ist ein County im Bundesstaat West Virginia der Vereinigten Staaten. Der Verwaltungssitz (County Seat) ist Romney, die älteste Stadt im Staat. Das U.S. Census Bureau hat bei der Volkszählung 2020 eine Einwohnerzahl von 23.093 ermittelt.

## Geographie
Das County liegt fast im äußersten Nordosten von West Virginia, grenzt im Osten an Virginia, im Norden an Maryland und hat eine Fläche von 1670 Quadratkilometern, wovon acht Quadratkilometer Wasserfläche sind. Es grenzt im Uhrzeigersinn an folgende Countys: Allegany County (Maryland), Morgan County, Frederick County (Virginia), Hardy County und Mineral County.

## Geschichte
Hampshire County wurde am 13. Dezember 1753 aus Teilen des Frederick County und des Augusta County, beide in Virginia, gebildet. Benannt wurde es nach dem englischen County Hampshire.

## Demografische Daten

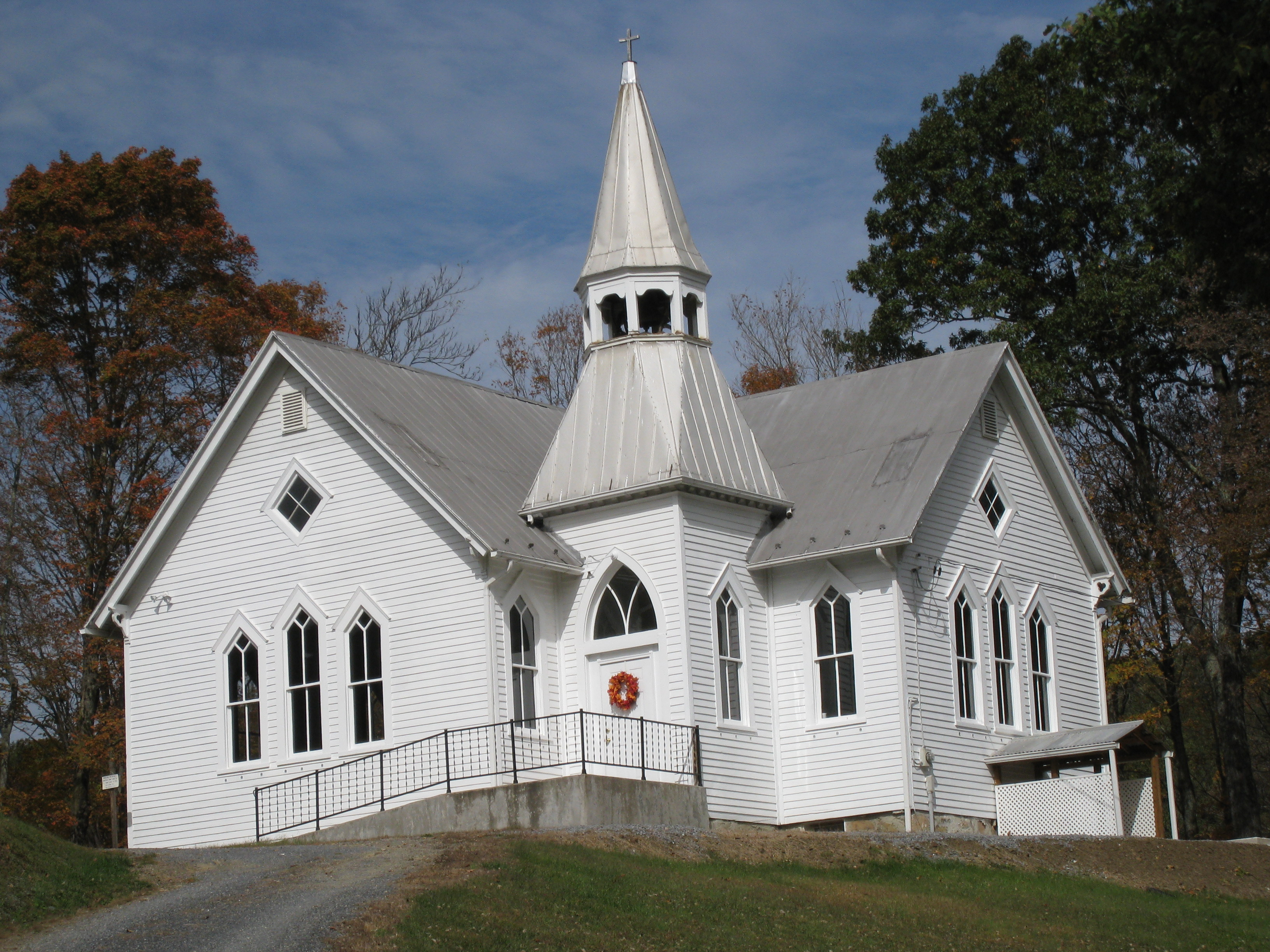
Bethel United Methodist Church

Alterspyramide des Hampshire County

Nach der Volkszählung im Jahr 2000 lebten im Hampshire County 20.203 Menschen in 7.955 Haushalten und 5.640 Familien. Die Bevölkerungsdichte betrug 12 Einwohner pro Quadratkilometer. Ethnisch betrachtet setzte sich die Bevölkerung zusammen aus 98,04 Prozent Weißen, 0,83 Prozent Afroamerikanern, 0,24 Prozent amerikanischen Ureinwohnern, 0,16 Prozent Asiaten, 0,02 Prozent Bewohnern aus dem pazifischen Inselraum und 0,12 Prozent aus anderen ethnischen Gruppen; 0,59 Prozent stammten von zwei oder mehr Ethnien ab. 0,55 Prozent der Bevölkerung waren spanischer oder lateinamerikanischer Abstammung.
Von den 7.955 Haushalten hatten 31,3 Prozent Kinder und Jugendliche unter 18 Jahre, die bei ihnen lebten. 56,7 Prozent waren verheiratete, zusammenlebende Paare, 9,5 Prozent waren allein erziehende Mütter, 29,1 Prozent waren keine Familien, 24,6 Prozent waren Singlehaushalte und in 10,6 Prozent lebten Menschen im Alter von 65 Jahren oder darüber. Die Durchschnittshaushaltsgröße betrug 2,49 und die durchschnittliche Familiengröße lag bei 2,94 Personen.
Auf das gesamte County bezogen setzte sich die Bevölkerung zusammen aus 25,1 Prozent Einwohnern unter 18 Jahren, 7,1 Prozent zwischen 18 und 24 Jahren, 27,6 Prozent zwischen 25 und 44 Jahren, 25,6 Prozent zwischen 45 und 64 Jahren und 14,6 Prozent waren 65 Jahre alt oder darüber. Das Durchschnittsalter betrug 38 Jahre. Auf 100 weibliche Personen kamen 99,7 männliche Personen. Auf 100 Frauen im Alter von 18 Jahren oder darüber kamen statistisch 97,3 Männer.

Das jährliche Durchschnittseinkommen eines Haushalts betrug 31.666 USD, das Durchschnittseinkommen der Familien betrug 37.616 USD. Männer hatten ein Durchschnittseinkommen von 28.884 USD, Frauen 19.945 USD. Das Prokopfeinkommen betrug 14.851 USD. 12,9 Prozent der Familien und 16,3 Prozent der Bevölkerung lebten unterhalb der Armutsgrenze. Davon waren 22,7 Prozent Kinder oder Jugendliche unter 18 Jahre und 13,1 Prozent waren Menschen über 65 Jahre.

## Städte

### Eingemeindete Ortschaften
- Capon Bridge
- Romney

### Nicht eingemeindete Ortschaften
| - Augusta - Barnes Mill - Bloomery - Blues Beach - Bubbling Spring - Capon Lake - Capon Springs - Capon Springs Station - Cold Stream - Creekvale - Davis Ford | - Delray - Dillons Run - Donaldson - Forks of Cacapon - Frenchburg - Glebe - Good - Grace - Green Spring - Hainesville - Hanging Rock | - Higginsville - High View - Hooks Mills - Hoy - Intermont - Jericho - Junction - Kirby - Largent - Lehew - Levels | - Little Cacapon - Loom - Mechanicsburg - Millbrook - Millen - Millesons Mill - Neals Run - Nero - North River Mills - Okonoko - Pancake | - Pin Oak - Pleasant Dale - Points - Purgitsville - Rada - Raven Rocks - Ridgedale - Rio - Ruckman - Sector - Sedan | - Shanks - Shiloh - Slanesville - South Branch Depot - Springfield - Three Churches - Vance - Vanderlip - Wappocomo - Woodrow - Yellow Spring |